# Anne Keothavong
Anne Viensouk Keothavong OBE (nascida em 16 de setembro de 1983) é uma ex-tenista profissional britânica. 
Em sua carreira, ela ganhou um total de 28 títulos no Circuito Feminino da ITF e alcançou o ranking de simples mais alto de sua carreira, no 48º lugar do mundo (alcançado em fevereiro de 2009). Ela também alcançou as semifinais de seis torneios WTA International e as semifinais de um torneio Premier. Keothavong era a número 1 britânica e em 2009 se tornou a primeira jogadora britânica a chegar ao top 50 do ranking da WTA desde 1993. Em abril de 2001, aos 17 anos, ela se tornou, até Katie Swan [en] em 2016, a jogadora mais jovem a jogar na Fed Cup pela seleção britânica, e ela é a segunda (ao lado de Elena Baltacha) no recorde de Virginia Wade na maioria dos jogos da Fed Cup disputados pela Grã-Bretanha, com 39.
Keothavong anunciou sua aposentadoria em 24 de julho de 2013. Depois disso, ela se tornou membro da equipe de cobertura de tênis da BT Sport [en], ao lado de Martina Navratilova e da ex-número um britânica  Sam Smith. Em 2017, Keothavong tornou-se capitã da Fed Cup para a Grã-Bretanha, levando o time a vencer todas as quatro eliminatórias disputadas no Grupo I da Zona Europa/África. Ela continuou como capitã da Fed Cup de 2018 e 2019, ganhando a promoção em abril de 2019 para o Grupo Mundial II pela primeira vez em 26 anos.